# Retrato de fray Antonio Martelli
Retrato de Fray Antonio Martelli es un óleo de Caravaggio, realizado en 1608. El personaje en cuestión es un miembro de la Orden de Malta, a la cual Caravaggio perteneció, siendo posteriormente expulsado por su comportamiento hostil y disruptivo.
Hasta hace poco tiempo se pensaba que en ese cuadro el retratado es Alof de Wignacourt, amigo y mecenas de Caravaggio en Malta. Pero al estudiarse más a fondo la pintura, se aprecia que el sujeto en cuestión no es otro que Antonio Martelli, miembro de los altos círculos de la Orden de Malta. Se le considera un boceto para el Retrato del gran maestre de la Orden de Malta Alof de Wignacourt.